# Стара Гора (Источна Илиџа)
Стара Гора је насеље у саставу општине Источна Илиџа, града Источно Сарајево, Република Српска, БиХ, које се налази у саставу насељеног мјеста Крупац. Стара Гора је насеље руралног карактера и простире се на јужном дијелу општине.

## Географија
Насеље Стара Гора се налази у јужном дијелу општине Источна Илиџа, а ово насеље је изразито руралног сеоског карактера, чије становништво се претежно бави пољопривредом и сточарством. Путном комуникацијом је повезано се Крупцем док кроз само насеље пролази локални пут који спаја Крупац, Страњаке, Потоке, Вјерча, Каралиће и Стару Гору. Према издању Републичког завода за статистику Републике Српске Систематскик списак насељених мјеста са дјеловима насељених мјеста по општинама, Стара Гора се не наводе као насељено мјесто, већ је у саставу насељеног мјеста Крупац. Ово насеље припада мјесној заједници Војковићи.
Насеље Стара Гора је посљедње насеље у Републици Српској. Ентитетска линија се налази одмах иза насеља.

### Улице
Кроз насеље Стара Гора пролази сљедећа улица:
- Српских извиђача

## Култура
Најближи вјерски објекат Старој Гори је Спомен црква Огњене Марије у Вјерчама, док се насеље налази у саставу Црквене општине Војковићи чији парохијални храм је Црква Светог свештеномученика Петра Дабробосанског 
У насељу Стара Гора постоји мјесно гробље, на коме се налазе надгробни споменици који датирају из прве половине 20. вијека. Породице које насељавају Стару Гору су Мочевићи и Зимоњићи.